# HR 465
HR 465(안드로메다자리 GY라고도 읽는다)는 안드로메다자리 방향으로 지구에서 약 455광년 떨어진 곳에 있는 항성이다. 이 별은 변광성으로, 사냥개자리 알파2형 항성으로 분류할 수 있다. 겉보기 등급은 +6.27 ~ 6.41 범위 내에서 요동친다. HR 465는 화학적 특이성을 보이는 별로 특이성으로 보기도 한다. 이 별의 가장 특이한 점이라면 스펙트럼 상 방출선에 프로메튬이 나타난다는 것이다.
HR 465는 분광쌍성이며 구성원 둘은 서로의 질량 중심을 273일에 한 번 공전한다. 궤도 이심률은 0.47이다.

## 참고 문헌
- Scholz, G., 1978, "Spectroscopic investigations of the magnetic AP star HD 9996", Astronomische Nachrichten, vol. 299, no. 2. pp. 81–85.
- Aller, M. F. 1971. "Promethium in the star HR465", Sky & Telescope, vol.41, pp. 220–222